# 普世主义
普世主义（德語：Universalismus），又可翻譯為普世性、普世帝國，是哲学上的一个分支，它强调普遍的事实能够被发现且被理解。在伦理上，普世性就是指能够应用在所有人身上的价值观或事物。这种思想存在于许多宗教或哲学体系之中。普世主义最早出现于宗教、神学和哲学概念上的普世（universal，意为适用于所有的）。

## 分類

### 哲學中的共相
在哲学中，普遍性这一概念指普遍事实可以被发现并理解，与相对主义的概念相对。
在一些宗教中，普遍主义指的是某个实体的品质，该实体的存在在整个宇宙中是一致的。

### 道德普遍主义
道德普遍主义（也称为道德客观主义或普遍道德）是一种元理论立场，在该立场下，某些道德体系普遍适用于所有个体，而不论文化、种族、性别、宗教、国籍、性取向或任何其他特征。道德普遍主义与道德虚无主义和道德相对主义相对立。但是，并非所有形式的道德普遍主义都是道德绝对主义，也不一定重视一元论。功利主义等许多形式的普遍主义都是非绝对主义的。其他形式，例如以赛亚·伯林理论化的形式，可能会重视多元主义理想。

## 宗教

### 基督宗教
普救派是18世纪在美國逐步形成的基督教新教派别之一。普救派主張耶穌基督的救贖是為普世全人類而作的（即不管是否信徒）。

### 佛教
普遍救赎（Universal Salvation）是大乘佛教的核心思想。大乘佛教的所有信奉者都渴望得到充分的开悟，从而去拯救他人。在这条道路上，人们专注于很多关于普遍救赎的誓言或观点，其中最著名的是“普渡众生”。
净土宗是大乘佛教的一个宗派，其拥护者指出阿弥陀佛是普遍救世主。